# Vangelo Acquariano di Gesù Cristo
Il Vangelo Acquariano di Gesù il Cristo (titolo completo: L'Età dell'Acquario Vangelo di Gesù, il Cristo dell'età dei pesci), è un libro scritto da Levi H. Dowling, pubblicato per la prima volta nel 1908.
L'autore affermò di aver trascritto il testo del libro dall'Archivio Akashico, un compendio di conoscenza mistica presumibilmente codificato in un "piano non fisico dell'esistenza", quello che si chiamerebbe comunemente "spostamento della realtà". Sul finire degli anni 2000 fu adottato come testo dei gruppi spirituali New Age.
Il titolo deriva dalla pratica astrologica di dare dei nomi ai periodi seguendo i nomi delle costellazioni e la loro posizione dominante nei cieli in conformità alla precessione degli equinozi. In base a questo sistema l'Era dell'Aquario è quella prossima.

## Composizione
- Sezione I (Aleph) Nascita e Primi Anni di Vita di Maria, Madre di Gesù
- Sezione II (Beth) Nascita e Infanzia di Giovanni, il Battista, e di Gesù
- Sezione III (Gimel) Educazione di Maria ed Elisabetta a Zoan
- Sezione IV (Daleth) Infanzia e Primi Anni di Vita di Giovanni il Battista
- Sezione V (He) Infanzia e Prima Educazione di Gesù
- Sezione VI (Waw) Vita e Lavori di Gesù in India
- Sezione VII (Zain) Vita e Lavori di Gesù in Tibet ed India Occidentali
- Sezione VIII (Cheth) Vita e Lavori di Gesù in Persia
- Sezione IX (Teth) Vita e Lavori di Gesù in Assiria
- Sezione X (Jodh) Vita e Lavori di Gesù in Grecia
- Sezione XI (Caph) Vita e Lavori di Gesù in Egitto
- Sezione XII (Lamed) Il Concilio dei Sette Saggi del Mondo
- Sezione XIII (Mem) Il Ministero di Giovanni, il Battista
- Sezione XIV (Nun) Il Ministero Cristiano di Gesù - Epoca Introduttiva
- Sezione XV (Samec) La Prima Epoca Annuale del Ministero Cristiano di Gesù
- Sezione XVI (Ain) La Seconda Epoca Annuale del Ministero Cristiano di Gesù
- Sezione XVII (Pe) La Terza Epoca Annuale del Ministero Cristiano di Gesù
- Sezione XVIII (Tzaddi) L'Arresto ed il Tradimento di Gesù
- Sezione XIX (Koph) Il Processo e l'Esecuzione di Gesù
- Sezione XX (Resh) La Resurrezione di Gesù
- Sezione XXI (Schin) La Materializzazione del Corpo Spirituale di Gesù
- Sezione XXII (Tau) Fondazione della Chiesa Cristiana

## Punti principali del Vangelo Acquariano
Il Vangelo Acquariano sostiene, fra tutti i suoi principi, che:
- La Rivelazione del Vangelo Acquariano fu profetizzata 2000 anni fa da Elihu, il quale condusse una scuola di profeti a Zoan, in Egitto. Disse: "Questa età comprenderà poco dei lavori della Purezza e dell'Amore; ma nessuna parola è perduta, nel libro della Rimembranza di Dio vi è registro formato da atti e parole". E quando il mondo sarà pronto a riceverlo, Dio manderà un messaggero ad aprire il libro e copiare le sue sacre pagine di Purezza ed Amore. Vangelo Acquariano 7:25-26
- Ci sono 18 anni sconosciuti della vita di Gesù Cristo nella Bibbia (dai 12 ai 30). Il Vangelo Acquariano documenta questi 18 anni come un periodo nel quale Gesù Cristo viaggiò verso i centri della saggezza, dal Tibet all'India occidentale, dalla Persia all'Assiria, dalla Grecia all'Egitto. In ciascuna capitale di questi paesi insegnò e predicò ai leader religiosi del posto. Gesù provò che lui era l'unico scelto da Dio in questi luoghi e portò con sé, al suo ritorno in Galilea e Giudea, la saggezza e la fiducia che aveva sperimentato.
- Gesù interpretò il ruolo del Cristo, ma non lo fece automaticamente e naturalmente. Costruendo sé stesso attraverso il desiderio, gli sforzi, l'abilità e la preghiera, Gesù divenne un "vaso" capace di contenere in sé il Cristo, che dimorò in lui. Cristo è perciò un termine che sta ad indicare un essere umano perfetto, come Gesù si dimostrò, un uomo che è stato "unto", "consacrato" e che divenne santo.
- Gesù arrivò sulla terra per mostrarci la via di ritorno a Dio, attraverso il suo stile di vita ed il suo insegnamento. Egli è un modello per le nostre vite, che dobbiamo imitare se stiamo cercando la salvezza
- La Reincarnazione esiste e il karma (si raccoglie ciò che si semina), è una spiegazione per molte ingiustizie. La reincarnazione serve alle persone per sdebitarsi, per ripagare i

debiti che ebbero nelle loro vite passate
- L'umanità ha dimenticato Dio e sta ora lavorando per ritrovare la via verso Lui
- Il tempo è suddiviso in età. Queste età sono composte da circa 2000 anni ognuna. Ora ci avvicendiamo all'Età dell'Acquario
- Tutte le anime, con il tempo, maturano ed evolvono verso il perfetto, come fece Gesù Cristo
- Nessun anima è abbandonata da Dio

## Difficoltà ed imperfezioni

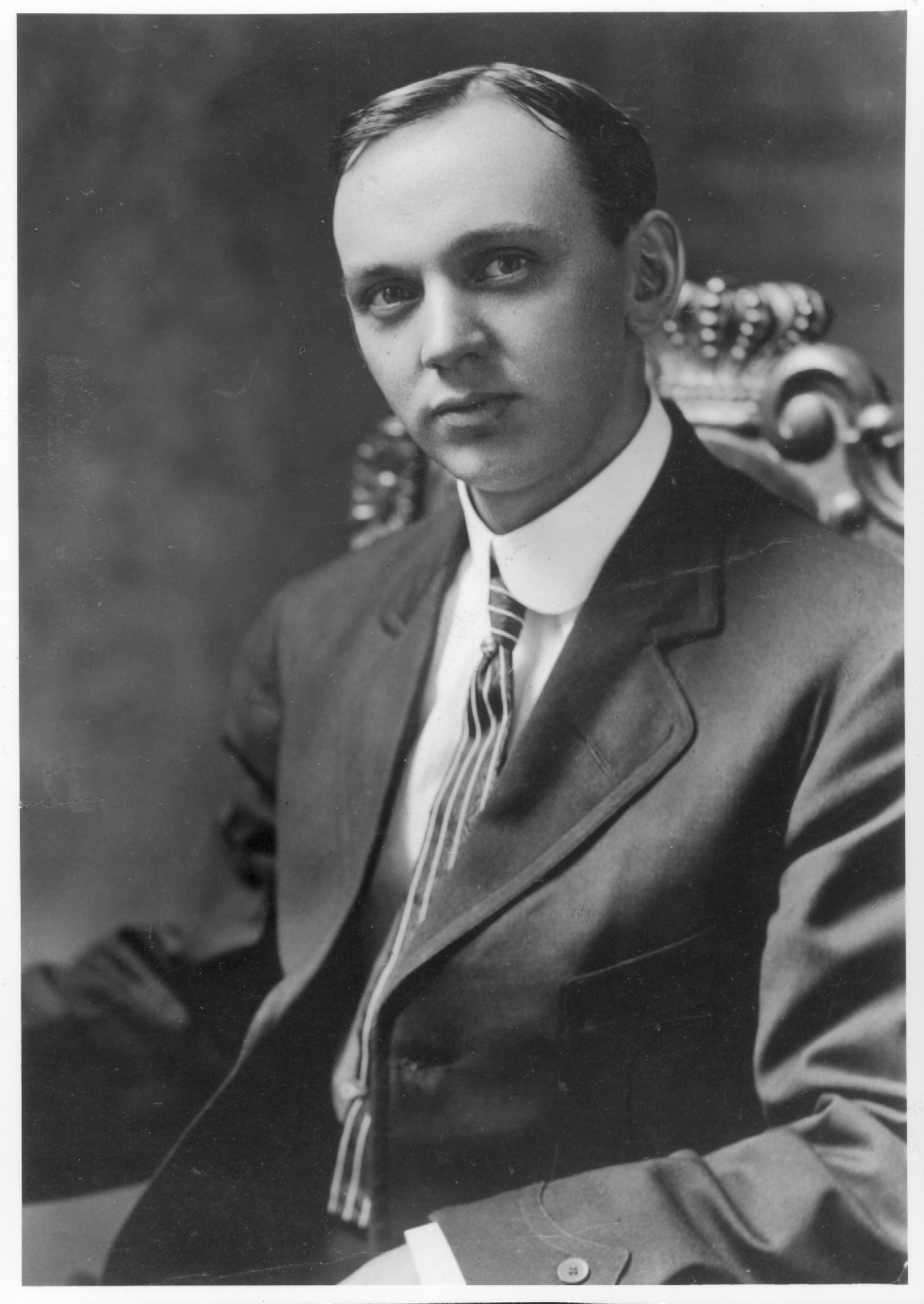
Edgar Cayce (1877-1945), pseudoscienziato statunitense, taumaturgo e chiaroveggente.

Eric Pement ha individuato delle imperfezioni nel testo di Dowling:
- Dowling, in primo piano, ha erroneamente identificato l'antico sovrano Erode, identificando Erode Antipa come sovrano di Gerusalemme durante il periodo nel quale effettivamente era Erode il Grande a governare.
- Il libro raffigura Gesù che visita le città del Lahore, in India (nell'antica partizione, ora facente parte del Pakistan); Shri Jagannath, un tempio a Puri, in Odisha; e la città di Persepoli, in Persia. Soltanto il Tempio di Puri esisteva in quel periodo; la regione del Lahore non esisteva e, ancora, la città di Persepoli all'epoca fu rasa al suolo da Alessandro Magno.
- Il libro asserisce che Gesù Cristo sia rimasto a Puri per quattro anni, a predicare presso gli oppressi e le classi deboli
- Sia Dowling che Edgar Cayce sostennero di aver scritto dei resoconti della vita di Gesù Cristo grazie alle trascrizioni dall'Archivio Akashico, ma ci sono delle significative e notevoli differenze tra le opere dei due autori
- Dowling afferma che Gesù conobbe Meng-tse di Lhasa, in Tibet, ma Meng-tse visse trecento anni prima di Gesù Cristo

I sostenitori di Dowling affermano che, nel pensiero teosofico, figure come Meng-tse, Matheno, Miriam, Mosè, Elia e Vidyapati esistettero attraverso uno stato trascendentale, e che comunicarono con Cristo dopo la fine della loro esistenza terrena

## La Chiesa Acquariana
La Chiesa Acquariana Cristiana Universale, Inc. (ACCU, Aquarian Christine Church Universal), è una setta che basa i suoi principi sul Vangelo scritto da Dowling. I suoi membri vengono comunemente chiamati Acquariani ma il termine corretto per definirli è Cristiani Acquariani. Il termine inglese Christine è utilizzato al posto di Christian per enfatizzare il fatto che la Chiesa sia la sposa di Gesù. La Chiesa prese la forma di "Incorporated" nel 2006 ma esisteva già da tempo prima di questo cambiamento formale. Non c'è alcun clero pagato per professare e predicare il vangelo in questione.
Gli insegnamenti della ACCU sono basati principalmente sul Vangelo Acquariano, ma anche su altri scritti di Levi H. Dowling e condividono molti insegnamenti con il movimento I am Activity e Ascendent Master Teaching Alcuni insegnamenti includono il precetto del Dio Trino, suddiviso in Dio il Padre, Cristo il Figlio e Spirito Santo come Madre, la liberazione dal ciclo delle rinascite attraverso il processo di Ascensione al Cielo, l'uguaglianza fra le razze ed i sessi e la trasformazione (trasmutazione) dell'individuo e del mondo attraverso lo studio e la pratica degli insegnamenti acquariani.